# شرکت سم وود
شرکت سم وود (انگلیسی: Sam-Woode Limited) شرکت انتشارات غنایی است، که در سال ۱۹۸۴ تأسیس شد.